# Campeonato Acriano de Futebol Feminino de 2022
O Campeonato Acriano Feminino de 2022 foi a décima quarta edição desta competição de futebol feminino organizada pela Federação de Futebol do Estado do Acre (FFAC).
A competição foi composta de dois turnos e disputada por oito equipes entre os dias 15 de agosto e 10 de outubro. O campeão de cada turno se classificou para decisão em jogo único.
Assermurb e Galvez protagonizaram a final, vencida pelo clube alviverde. A equipe conquistou seu sexto título na história da competição após vencer a decisão pelo placar mínino, com o título o clube garantiu o direito de representar o estado na Série A3 de 2023.

## Formato e participantes
Em sua décima quarta edição, o principal campeonato do estado foi disputado em dois turnos, no qual dividiu os participantes em grupos. No primeiro turno, os integrantes enfrentaram os adversários do outro grupo, enquanto no segundo, duelaram contra os competidores do mesma chave. Em ambas as fases, classificou o melhor colocado de cada grupo para a decisão do turno. Os vencedores de cada etapa se classificaram para final que foi realizada em jogo único. Os oito participantes foram:
| Equipe           | Cidade           | Títulos                           | Ref.  |
| ---------------- | ---------------- | --------------------------------- | ----- |
| ADESG            | Senador Guiomard | —                                 | [ 8 ] |
| Andirá           | Rio Branco       | 1 (2007)                          | [ 8 ] |
| Assermurb        | Rio Branco       | 5 (2008, 2009, 2010, 2013 e 2016) | [ 8 ] |
| Galvez           | Rio Branco       | —                                 | [ 8 ] |
| Rio Branco-AC    | Rio Branco       | 1 (2021)                          | [ 8 ] |
| São Francisco-AC | Rio Branco       | —                                 | [ 8 ] |
| Sena Madureira   | Sena Madureira   | —                                 | [ 8 ] |
| Vasco-AC         | Rio Branco       | —                                 | [ 8 ] |

## Resultados
Os resultados das partidas da competição estão apresentados nos chaveamentos abaixo. As fases qualificatórias foi disputada por pontos corridos, com os seguintes critérios de desempates sendo adotados em caso de igualdades: número de vitórias, confronto direto, saldo de gols, número de gols marcados, número de cartões vermelhos recebidos, número cartões amarelos recebidos e partida extra. Por outro lado, as finais consistiu em partidas de jogo único. Conforme preestabelecido no regulamento, o campeão de cada turno definiu os finalistas, no qual foi vencida pelo Assermurb após vencer pelo placar mínino o Galvez, sendo seu sexto título estadual.

### Primeiro turno

#### Fase de grupos
Grupo A
Grupo B

#### Final
| 12 de setembro | Assermurb | 0 – 0 | Galvez | Antônio Aquino Lopes, Rio Branco |
| 18h00min       |           |       |        |                                  |

|  |       | Penalidades |
|  | 2 − 3 |             |

### Segundo turno

#### Fase de grupos
Grupo A
Grupo B

#### Final
| 6 de outubro | Assermurb                            | 3 – 1 | Galvez       | Antônio Aquino Lopes, Rio Branco |
| 18h00min     | Iza 45' · Raiane 78' · Jaqueline 87' | ge    | Andressa 90' | Árbitro: Fábio Santos            |

### Final
| 10 de outubro | Galvez | 0 – 1 | Assermurb        | Antônio Aquino Lopes, Rio Branco |
| 17h00min      |        | ge    | Lorena 40' (pen) | Árbitro: Alberto Júnior          |